# Ферран, Хайме
Ха́йме Ферра́н (исп. Jaime Ferrán, в современных источниках часто Жауме Ферран-и-Клуа, кат. Jaume Ferran i Clua; 1 февраля 1851, Корбера-де-Эбро — 22 ноября 1929, Барселона) — испанский медик и бактериолог.

## Биография
Сын деревенского врача. Окончил школу в Таррагоне и медицинский факультет Барселонского университета. Работал как врач и исследователь при вспышках холеры в Марселе и Валенсии в середине 1880-х годов, в результате чего разработал и применил собственную методику вакцинации, отчёт о которой был опубликован в 1886 году по-испански и в 1893 году в переводе на французский язык. Занимался также изучением туберкулёза.
Похоронен на Монжуикском кладбище (кат. Cementiri de Montjuïc) в Барселоне.
Памятники Феррану воздвигнуты в Мадриде (1952) и Барселоне (1972).